# Максим Широков
Максим Широков (латис. Maksims Širokovs; 13 грудня 1982, м. Рига, СРСР) — латвійський хокеїст, захисник. Нині тренер хокейного клубу "Baltic wolves" м. Ріга
Виступав за «Металургс» (Лієпая), ХК «Рига 2000».
У складі молодіжної збірної Латвії учасник чемпіонатів світу 2002 (дивізіон II).